# Verkeersborden in België - Serie B: Voorrangsborden
Verkeersborden zoals gedefinieerd in Titel III Hoofdstuk II van het Belgische Koninklijk Besluit van 1 december 1975 van het algemeen reglement op de politie van het wegverkeer en van het gebruik van de openbare weg. (B.S. 09.12.1975) - Serie B.

## B: Voorrangsborden

B1: Voorrang verlenen.
B3: Verkeersbord dat het verkeersbord B1 aankondigt op de bij benadering aangeduide afstand.
B5: Stoppen en voorrang verlenen.
B7: Verkeersbord dat het verkeersbord B5 aankondigt op de bij benadering aangeduide afstand.
B9: Voorrangsweg.
B11: Einde van voorrangsweg.
B13: Verkeersbord dat het verkeersbord B11 aankondigt op de bij benadering aangeduide afstand.
B15: Voorrang. De horizontale streep van het symbool mag worden gewijzigd om duidelijker plaatsgesteldheid weer te geven.
B17: Kruispunt waar de voorrang van rechts geldt.
B19: Smalle doorgang, gebod voorrang te verlenen aan de bestuurders die uit de tegenovergestelde richting komen.
B21: Smalle doorgang, voorrang ten opzichte van de bestuurders die uit de tegenoverstelde richting komen.
B22: Fietsers mogen de in artikel 61 bedoelde driekleurige verkeerslichten voorbijrijden om rechts af te slaan, wanneer het verkeerslicht op rood of oranjegeel staat, op voorwaarde dat zij hierbij voorrang verlenen aan de andere weggebruikers die zich verplaatsen op de openbare weg of op de rijbaan.
B23: Fietsers mogen de in artikel 61 bedoelde driekleurige verkeerslichten voorbijrijden om rechtdoor te rijden, wanneer het verkeerslicht op rood of oranjegeel staat, op voorwaarde dat zij hierbij voorrang verlenen aan de andere weggebruikers die zich verplaatsen op de openbare weg of op de rijbaan vanaf het rode of oranjegele licht.

### Gebruikte onderborden

Type Ia: Onderbord gebruikt samen met B1 om bord B1 aan te kondigen
Type Ib: Onderbord gebruikt samen met B1 om bord B5 aan te kondigen
Type VIII: Onderbord om de curve van de weg aan te geven. Het mag geplaatst worden onder de borden B1, B5, B9 en B15
M1: Onderbord gebruikt samen met B1 en B5 om aan te duiden dat die verkeersborden alleen betrekking hebben op fietsers
M8: Onderbord gebruikt samen met B1 en B5 om aan te duiden dat die verkeersborden alleen betrekking hebben op fietsers en bestuurders van tweewielige bromfietsen
M9: Onderbord gebruikt samen met B1, B5 en B17 om te duiden dat fietsers in de twee rijrichtingen rijden op de dwarslopende openbare weg die men gaat oprijden
M10: Onderbord gebruikt samen met B1, B5 en B17 om te duiden dat fietsers en bestuurders van tweewielige bromfietsen in de twee rijrichtingen rijden op de dwarslopende openbare weg die men gaat oprijden

A: Gevaarsborden · 
B: Voorrangsborden · 
C: Verbodsborden · 
D: Gebodsborden · 
E: Parkeren- en stilstaanborden · 
F: Aanwijzingsborden

Onderborden